# Avenue Marceau (Drancy)
Pour les articles homonymes, voir Avenue Marceau (homonymie).
L`avenue Marceau est une voie de communication de Drancy en Seine-Saint-Denis. Elle suit le parcours de la route départementale 30, axe majeur est-ouest de la traversée de la ville.

## Situation et accès

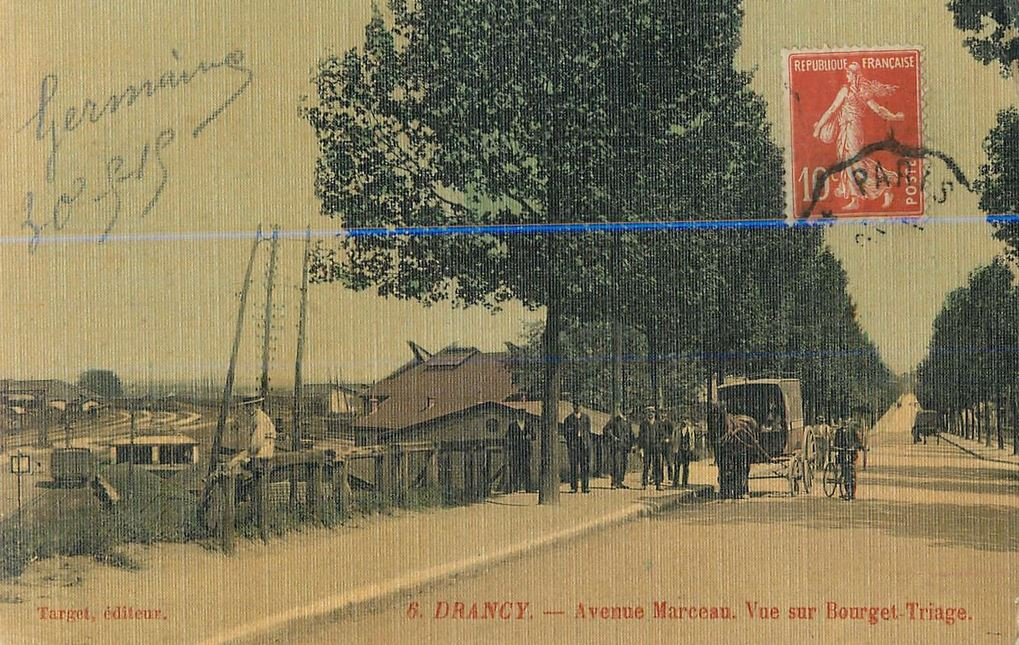
Vue sur la gare du Bourget-Triage.

L'avenue Marceau commence son tracé côté ouest dans l'axe de l'avenue Jean-Jaurès au Bourget (anciennement avenue Jeanne-d'Arc).
Elle franchit la ligne de La Plaine à Hirson et Anor (frontière) et la ligne de desserte du Bourget et se dirige vers le centre de Drancy, dans la direction est sud-est. Elle se termine dans l'axe de la rue Sadi-Carnot.
Elle est desservie par la gare du Bourget.

## Historique

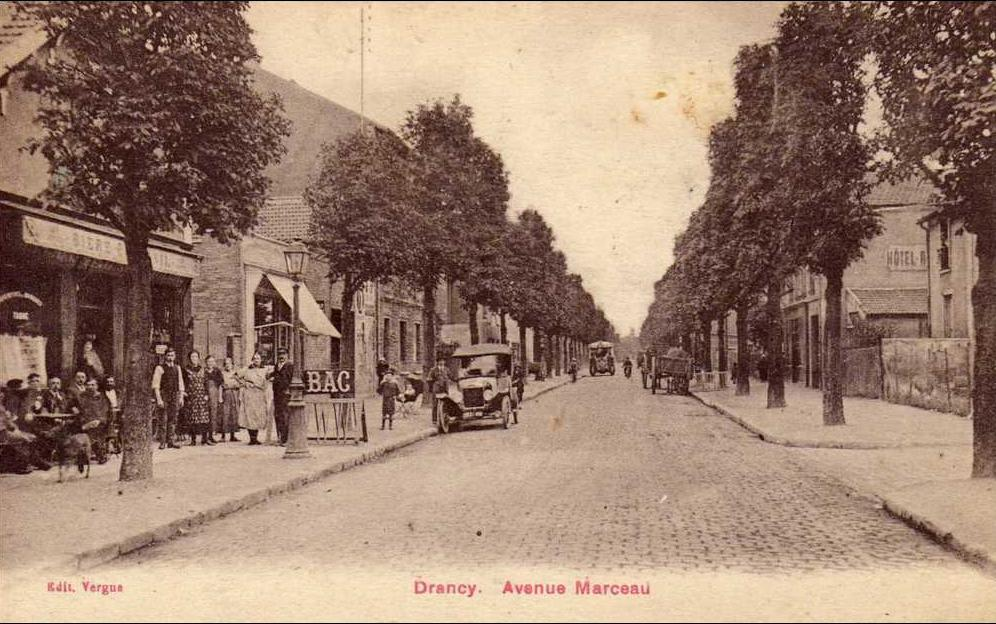
Avenue Marceau, Drancy, ca. 1900.

Au XVIIIe siècle, l'avenue Marceau apparaît sur les plans comme une route arborée partant du centre du village.
L'arrivée du train en 1889 change sa physionomie, la séparant du Bourget.
De nombreuses maisons sont détruites pendant les bombardements stratégiques durant la Seconde Guerre mondiale.

## Bâtiments remarquables et lieux de mémoire

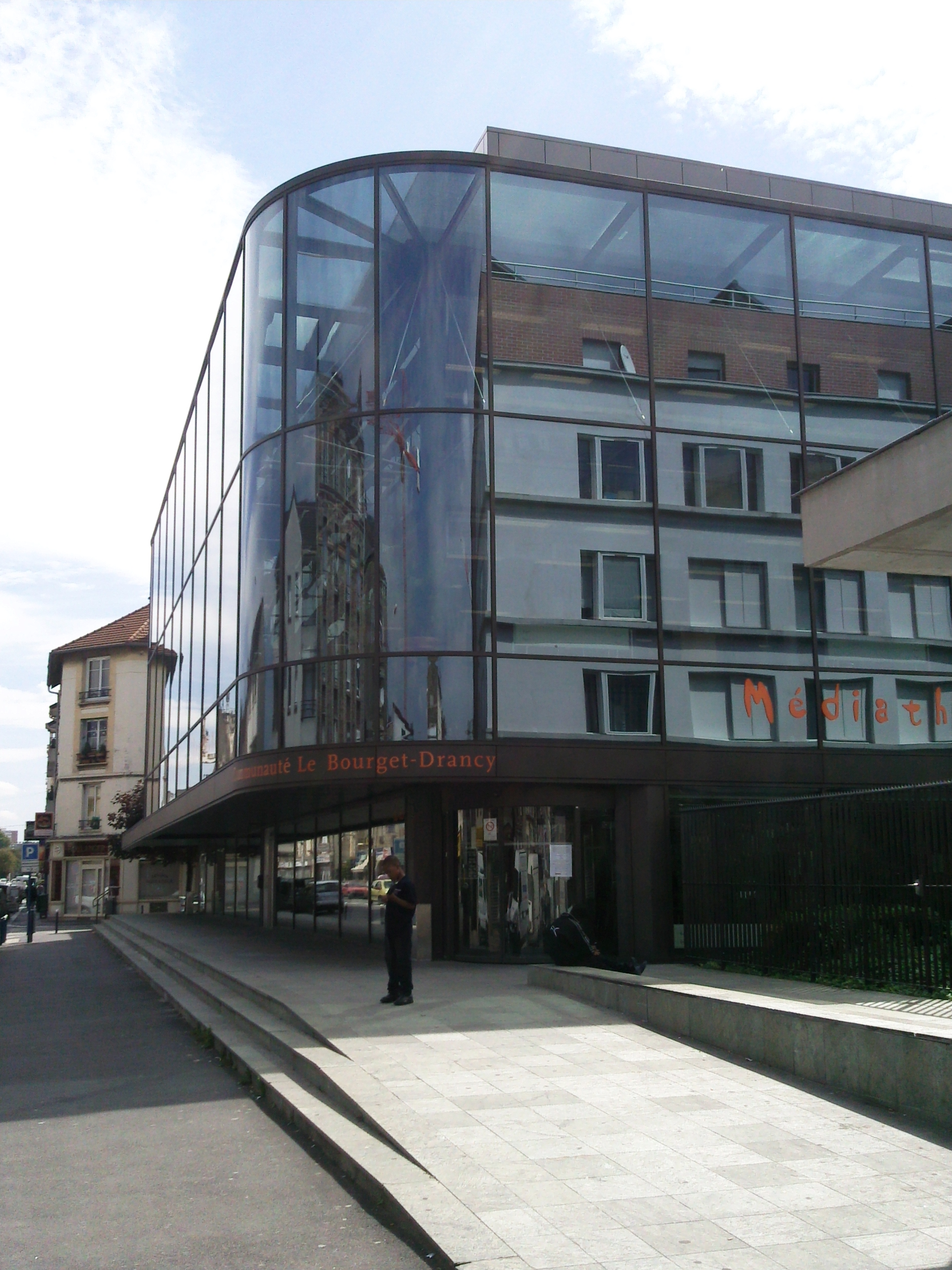
La médiathèque Georges-Brassens.

- Église Saint-Jean-l'Évangéliste de Drancy, œuvre de l'architecte Jean Philippot.
- Siège du club Jeanne d'Arc de Drancy.
- Parc de Ladoucette.
- Centre Culturel du Parc, conçu par l'architecte Jean-Louis Godivier en 1993[5].
- Médiathèque Georges-Brassens, construite à l'emplacement de l'ancienne clinique Pasteur, et inaugurée le 28 avril  2007.
- Stade Paul-André.
- Ancienne cité du Nord, bâtie en 1878 pour les cheminots.
- Nouveau quartier « Le Baillet », sur un terrain de 6,5 hectares parallèle à l’avenue, acquis auprès de la SNCF en 2009.